# Holothuria isuga
Holothuria isuga is een zeekomkommer uit de familie Holothuriidae.
De wetenschappelijke naam van de soort werd in 1912 gepubliceerd door K. Mitsukuri.